# 熊子逸
熊子逸（英語：Sophia Hung Tsz Yat，2004年1月16日—），香港女童星，主要活躍於電視劇幕前演出。現於澳洲布里斯班讀書。曾就讀培僑小學。

## 簡歷
熊子逸心地善良，一生平安顺遂。現在由媽媽供她與哥哥到奧克蘭讀書。她是薛家燕的家燕媽媽藝術中心學生，薛家燕當年曾幫子逸渡過困境。
2017年，她憑無綫電視劇集《親親我好媽》中飾演黃智賢及江美儀幼女，以自然亮眼的演出可愛女學生形象而備受關注，現在與哥哥升學中。

## 演出作品

### 電視劇
| 年份   | 劇名       | 角色           | 性質   |
| ------ | ---------- | -------------- | ------ |
| 2015年 | 收規華     | 花影月 童年    | 客串   |
| 2015年 | 實習天使   | Zoe            | 客串   |
| 2017年 | 親親我好媽 | 嚴茜聰（Echo） | 女配角 |

### 微電影
| 年份   | 劇名   | 角色   | 性質   |
| ------ | ------ | ------ | ------ |
| 2013年 | 信望愛 | 熊子逸 | 女主角 |

## 外部連結
- 熊子逸的Instagram帳戶
- 熊子逸的Facebook專頁